# Sơn thù du
Cornus officinalis (sơn thù, sơn thù du) là một loài thực vật có hoa trong họ Cornaceae. Loài này được Siebold & Zucc. miêu tả khoa học đầu tiên năm 1839.